# Walther Schücking

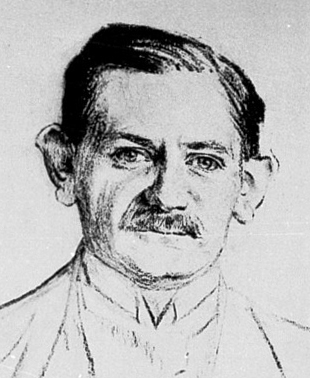
Walther Schücking.

Walther Adrian Schücking, född 6 januari 1875 i Münster, död 25 augusti 1935 i Haag, var en tysk folkrättslärd och politiker. Han var bror till Levin Schücking. 
Schücking blev juris doktor i Göttingen 1897, privatdocent i juridik där 1899, extra ordinarie professor i Breslau 1900 samt var 1903–1921 professor i offentlig rätt i Marburg och därefter professor vid handelshögskolan i Berlin. 
Schücking gjorde sig tidigt känd som anhängare av freds- och skiljedomssträvandena, utsattes under första världskriget för mycket ingripande från militära och civila myndigheters sida för sina pacifistiska uttalanden, tillhörde 1919 tyska delegationen vid fredsunderhandlingarna i Versailles och var från 1921 medlem av Permanenta skiljedomstolen i Haag. Han var 1923 tillfällig medlem av Permanenta internationella domstolen i Haag vid behandlingen av ett Tyskland angående mål. 
Schücking var 1919–1920 ledamot av tyska nationalförsamlingen i Weimar och var från 1920 ledamot av Weimarrepublikens riksdag. Han tillhörde Deutsche Demokratische Partei, var ordförande i den tyska gruppen av Interparlamentariska unionen och en av de ledande i den tyska föreningen för Nationernas förbund och ledamot av folkförbundets kommission för den internationella rättens kodifìkation. 
Schücking utgav 1912 samlingsverket "Das Werk von Haag" och författade bland annat Das Nationalitätenproblem (1908), Die Organisation der Welt (1909), Der Staatenverband der Haag er Konferenzen (1912), Weltfriedensbund (1917), Der Dauerfriede (1917), Die völkerrechtlichen Lehren des Weltkrieges (1918), Garantiepakt und Rüstungsbeschrankung (1924) och Das Genfer Protokoll (1924). Han var medutgivare av aktsamlingen "Die deutschen Dokumente zum Kriegsausbruch" (fyra band, 1919) och utgivare av samlingsverket "Kommentar zum Friedensvertrag". Tillsammans med Hans Wehberg utgav han Die Satzung des Völkerbundes (andra omarbetade upplagan 1924). 